# Jane Wyman
Jane Wyman (5. siječnja 1917. – 10. rujna 2007.) je bila američka glumica, koja je osvojila Oscara za najbolju glavnu glumicu za ulogu u filmu Johnny Belinda (1948).
Jane Wyman je bila prva supruga Ronald Reagana, s kojim je bila u braku od 1940.g. do razvoda 1948.g. Do 2016.g. ona je jedina žena koja je bila bivša supruga američkog predsjednika. 